# Cantó de Cadilhac
El cantó de Cadillac és un cantó francès del departament de la Gironda, a la regió de la Nova Aquitània. Forma part del districte de Langon, té 16 municipis i el cap cantonal és Cadilhac.

## Municipis
- Veguèir
- Cadilhac
- Capian
- Cardan
- Donzac
- Gabarnac
- Langoiran
- La Ròca
- Lestiac
- Lopiac
- Mont Primblan
- Omet
- Palhet
- Rions
- Senta Crotz dau Mont
- Vilanava de Rions

## Història
| Data d'elecció                           | Identitat                      | Partit           | Qualitat |
| ---------------------------------------- | ------------------------------ | ---------------- | -------- |
| 1945-1955                                | Jean David                     |                  |          |
| 1955-1967                                | Jean Caussil                   |                  |          |
| 1967-1979                                | M. Pompadou                    |                  |          |
| 1979-1985                                | Bernard Callen                 | PS               |          |
| 1985-2004                                | Jacques Dumas                  | RPR, després RPR |          |
| 2004-                                    | Hervé Le Taillandier de Gabory | PS               |          |
| les dades anteriors no són pas conegudes |                                |                  |          |
|                                          |                                |                  |          |

## Demografia
| 1962   | 1968   | 1975   | 1982   | 1990   | 1999   | 2006   |
| ------ | ------ | ------ | ------ | ------ | ------ | ------ |
| 11.830 | 13.100 | 12.478 | 12.728 | 12.587 | 12.469 | 12.024 |